# USS Chung-Hoon (DDG-93)
USS Chung-Hoon (DDG-93) — 43-й эскадренный миноносец из серии запланированных к 13 сентября 2002 г. 62 эсминцев УРО типа «Арли Бёрк», строительство которых было одобрено Конгрессом США.